# Sara (taal)
Sara is een Malayo-Polynesische taal die door ongeveer 200 mensen (peildatum 2007) gesproken wordt op het Indonesische eiland Borneo. De ISO 639-3-taalcode is SRE.